# Dossard beige

Maillot blanc muni du dossard beige de la Combativité.

Le dossard beige est un dossard distinctif en cyclisme sur route, d’un fond beige argenté au lettrage noir.
Depuis l’édition 2023, le Tour de France remet au coureur le plus combatif de l’étape un prix. Ce coureur porte un dossard distinctif, de couleur beige argenté durant la prochaine étape. Autrefois, ce dossard était de couleur rouge,,.